# Lena Hall
Lena Hall, pseudonimo di Celina Consuela Gabriella Carvajal (San Francisco, 30 gennaio 1980), è un'attrice e cantante statunitense.

## Biografia
È nota soprattutto come interprete di musical a Broadway e negli Stati Uniti: Cats (2000, Broadway), 42nd Street (Broadway, 2001), Dracula (Broadway, 2004), Tarzan (Broadway, 2006), Kinky Boots (Broadway, 2013), Hedwig and the Angry Inch (Broadway 2013) per cui ha vinto il Tony Award alla miglior attrice non protagonista in un musical).

## Filmografia parziale

### Cinema
- Sex and the City, regia di Michael Patrick King (2008)
- The Big Gay Musical, regia di Casper Andreas (2008)

### Televisione
- Evil – serie TV, episodio 3x06 (2022)
- Snowpiercer – serie TV (2020-2024)